# اسپونر (ویسکانسین)
اسپونر، ویسکانسین  (به انگلیسی: Spooner) شهری در شهرستان واشبرن ایالت ویسکانسین است که در سال ۱۹۰۹ بنیان‌گذاری شده‌است. این شهر طبق سرشماری سال ۲۰۱۰ میلادی ۲٬۶۸۲ نفر جمعیت داشته‌است.